# Parque nacional Islas Familia

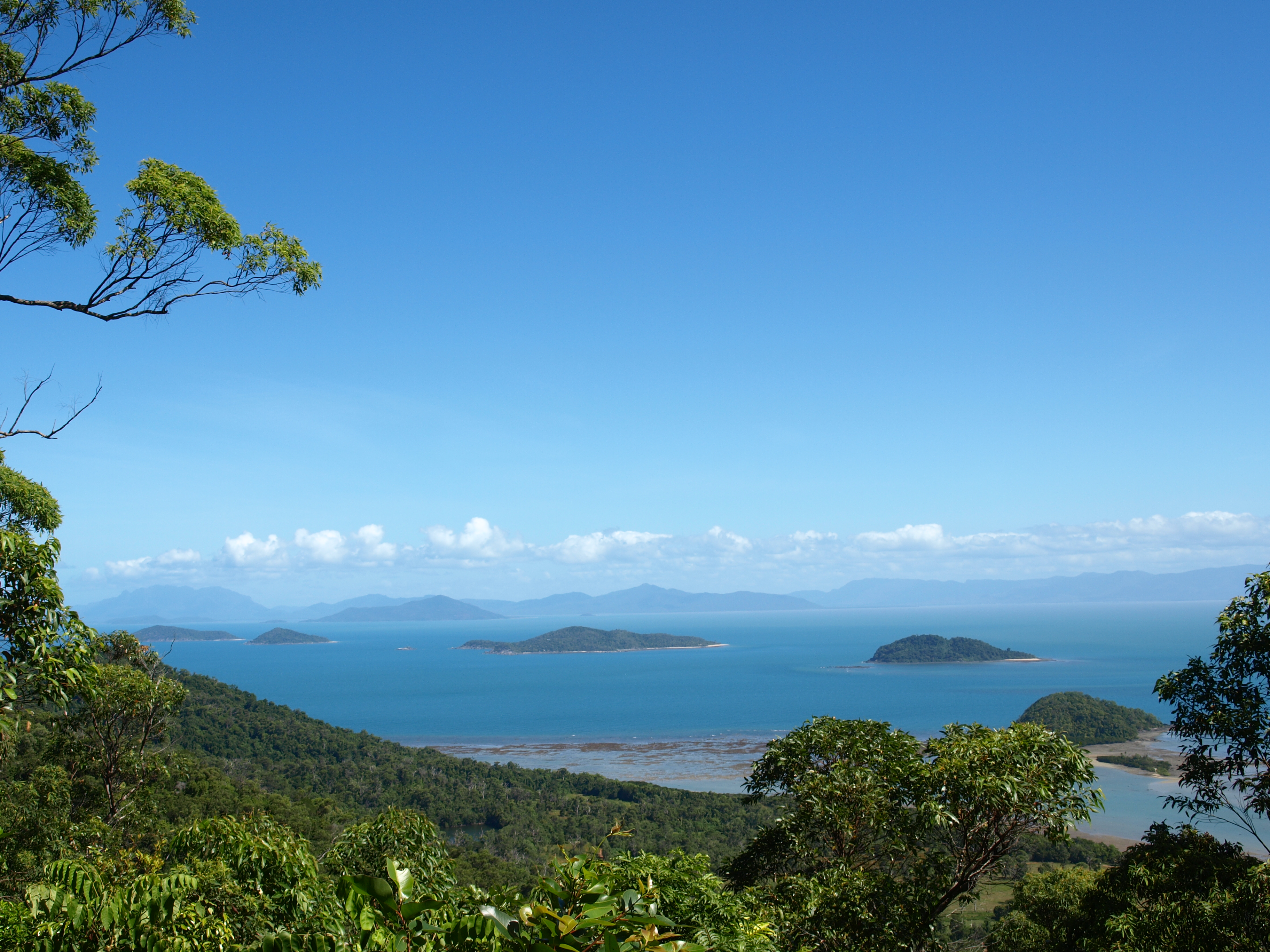
Vistas del parque

Islas Familia es un parque nacional de Queensland (Australia), ubicado a 1274 km al noroeste de Brisbane.

## Datos
- Área: 8,69 km²
- Coordenadas: 17°55′33″S 146°08′07″E / -17.92583, 146.13528
- Fecha de Creación: 1994
- Administración: Servicio para la Vida Salvaje de Queensland
- Categoría IUCN: II

Véase también:
- Zonas protegidas de Queensland

- Datos: Q1394640